# Camponotus tumidus
Camponotus tumidus är en myrart som beskrevs av W. C. Crawley 1922. Camponotus tumidus ingår i släktet hästmyror, och familjen myror. Inga underarter finns listade.